# Zglinna Mała
Zglinna MałUn [pronunciación en polaco: /ˈzɡlinna ˈmawa/] es un pueblo ubicado en el distrito administrativo de Gmina Nowy Kawęczyn, dentro del Distrito de Skierniewice, Voivodato de Łódź, en Polonia central. Se encuentra aproximadamente a 4 kilómetros al suroeste de Nowy Kawęczyn, a 11 kilómetros al sureste de Skierniewice, y a 52 kilómetros al este de la capital regional Łódź.